# Замок Говран
Замок Говран (англ. Gowran Castle; ирл. Caisleán na Gabhrán) — один из замков Ирландии, расположенный в графстве Килкенни.

## История
Замок Говран был построен в 1385 году Джеймсом Батлером, графом Ормонд у одноименного поселка Гавран или Габран. Замок стал его основной резиденцией. Поэтому Джеймса Батлера иногда называли граф Гавран. В 1391 году Джеймс Батлер купил замок Килкенни и большую часть графства Килкенни. Джеймс Батлер умер в замке Говран в 1405 году и был похоронен в монастырской церкви Святой Марии у могилы своего отца, который тоже был графом Ормонд. Его дедом был Джеймс Батлер.
На месте, где был построен замок Говран был поселок и крепость задолго до прихода норманнов в Ирландию, задолго до англо-норманнского завоевания Ирландии в 1169 году. Здесь была крепость королей ирландского королевства Осрайге. Поэтому королей Оссора часто называли короли Гавран. Вожди клана О'Доннхада (Данфи) (ирл. O'Donnchadha) были обладателями крепости Гавран и земель вокруг. Названия окружающих земель и поселков были Рахваун, Рахках, Рахкусак, Рахгарван — во всех этих названиях присутствует слово Рах — битва. Многие названия имеют слово Дун — крепость. Поселок Дунгарван является одним из примеров поселка, где когда-то была крепость кельтского клана. У замка Говран были обнаружены многочисленные археологические артефакты древности. Сейчас они выставлены у развалин церкви Святой Марии. Считается, что поселок и крепость здесь существуют более 2000 лет.
Недалеко от замка Говран есть древняя церковь Туллагерин и круглая башня, датируемые VI веком. Недалеко от замка есть Фристоун-Хилл, где археологи обнаружили поселение Бронзового века и Железного века, где были найдены монеты Римской империи и многочисленные артефакты разных эпох. Археологические раскопки здесь проводились в 1948 и в 1951 годах.
Батлеры — графы Ормонд владели этими землями в течение 500 лет. После англо-норманнского завоевания Ирландии в 1169 году король Англии даровал эти земли Батлерам. Земли были общей площадью более 44 000 акров.
Кроме строительства замка Говран Батлер построили ряд других замков на этих землях для защиты своих владений он ирландских кланов, которые пытались вернуть себе свободу и свои земли. Это замок Баллишон (Баллишоунмор) у поселка Гавран, замок Нейгам в 4 км от замка Говран, замок ПОлстаун в 3 км от замка Говран.
Во время восстания за независимость Ирландии 1641 над замком поднялся флаг Ирландской конфедерации. Замок осадил Оливер Кромвель в 1650 году. Замок штурмовали. Обстреливали артиллерией - замок был сильно разрушен. Следующие 300 лет землями вокруг замка Говран владела семья Агар. Несколько поколений семьи Агар жили в отстроенном замке Говран и были похоронены у церкви святой Марии.